# Matthew Breeze
Matthew Christopher Breeze (Carlton, Australia, 10 de junio de 1972) es un árbitro de fútbol australiano. Comenzó su carrera de árbitro a los 13 años en el distrito de San Jorge de Nueva Gales del Sur, y a los 29 consiguió la categoría de árbitro FIFA.

## Biografía
Breeze arbitró en la National Soccer League australiana desde el año 1994 hasta 2005, fecha de la desaparición de esta liga; no obstante, continuó arbitrando en su sucesora, la A-League. Forma parte de la lista de árbitros de la FIFA para partidos internacionales. Su debut en un partido internacional fue el 11 de abril de 2000 entre las selecciones de Fiyi y Vanuatu, que Fiyi ganó por 4 a 1.

## Competiciones
A continuación se listan algunas de las competiciones más importantes en las que ha participado:
- Copa Asiática 2007
- Copa Mundial de Fútbol Sub-17 de 2007
- Copa FIFA Confederaciones 2005
- Copa Kirin 2004
- Copa Mundial de Fútbol Juvenil de 2003

Además, ha sido preseleccionado para la Copa Mundial de Fútbol de 2010.